# Portail Santé-UE
Le portail « santé » de l'Union européenne est le portail officiel de l'Union européenne en matière de santé publique.
Le portail thématique a principalement pour but de permettre aux citoyens européens d'obtenir facilement des informations complètes sur les initiatives et les programmes de l'UE dans le domaine de la santé publique.
Il vise également à remplir les objectifs de l'Union en matière de santé publique, à exercer une influence positive sur les comportements et à améliorer en permanence la santé publique dans les vingt-huit États membres de l'UE.

## Public visé
Le portail s'adresse aux personnes qui veulent se tenir informées des questions en rapport avec leur santé et à celles qui souhaitent être régulièrement mises au courant des politiques et des décisions adoptées au niveau européen, national et international. Il constitue également une importante source d'information pour les professionnels de la santé, les services administratifs, les responsables politiques et les parties prenantes.
Le portail est accessible à tout le monde, y compris aux personnes âgées et aux personnes souffrant de handicaps, car il respecte les règles internationalement reconnues sur l'accessibilité. 
Il offre en outre aux utilisateurs avancés un accès aux bases statistiques sur la santé publique.

## Objectifs
Le portail émane du programme d'action communautaire dans le domaine de la santé publique (2003-2008), suivi du troisième programme santé (2014-2020), qui vise à inciter les personnes, les institutions, les associations, les organisations et les organes de santé publique à jouer un rôle plus actif en facilitant la consultation et la participation.
Une attention particulière est accordée dans ce cadre au droit des citoyens européens d'obtenir des informations simples, claires et scientifiquement fondées sur les mesures de protection de la santé et de prévention des maladies.
Un des principaux objectifs du portail est de transmettre l'idée que les citoyens sont aussi responsables de l'amélioration de leur santé. En connaissant davantage les activités et les programmes de l'UE axés sur la santé, le grand public sera mieux à même de leur apporter sa contribution et son soutien.

## Accès aux informations
L'accès aux informations recherchées est possible grâce à une simple structure thématique présentant différents aspects sanitaires en rapport avec l'individu et l'environnement.
Chaque thème renvoie aux sous-thèmes apparentés, par exemple « Mode de vie » renvoie à « Alimentation », où on peut trouver toute une série d'informations et de liens concernant les politiques et les activités conduites dans ce domaine dans l'Union européenne. Les politiques nationales concernant chaque thème se trouvent dans la section consacrée à l'État membre concerné. Une section est également réservée aux actions entreprises par les organisations non gouvernementales européennes et les organisations internationales dans le domaine de la santé.  Le cas échéant, des liens conduisent le lecteur directement à la page qui l'intéresse.
Les sections consacrées aux nouvelles, aux grands événements survenant en Europe et aux communiqués de presse permettent d'être tenu informé et de participer aux décisions et événements marquants au niveau national, transfrontalier et international.
Le portail diffuse également les textes législatifs adoptés par les institutions communautaires, ainsi que les publications de l'Union européenne, afin de présenter les objectifs de l'UE et les moyens mis en œuvre pour les atteindre.

## Sources

## Compléments